# Каврак
Каврак (мкд. Каврак) је насеље у Северној Македонији, у северном делу државе. Каврак је у оквиру општине Кратово.

## Географија
Каврак је смештен у северном делу Северне Македоније. Од најближег града, Куманова, село је удаљено 60 km источно.
Село Каврак се налази у историјској области Осогово. Насеље је положено високо, на западним висовима Осоговских планина, на приближно 1.350 метара надморске висине.
Месна клима је планинска због знатне надморске висине.

## Становништво
Каврак је према последњем попису из 2002. године имао 62 становника. Од тога огромну већину чине етнички Македонци.
Претежна вероисповест месног становништва је православље.